# Paasfoor (Kortrijk)
De Paasfoor is een jaarlijkse kermis in de binnenstad van de Belgische stad Kortrijk. De kermis, een van de grootste in Vlaanderen, telt ruim 140 attracties en is verspreid over verschillende pleinen in het centrum van de stad. De kermis begint traditiegetrouw op Witte Donderdag en duurt 18 dagen.

## Achtergrond

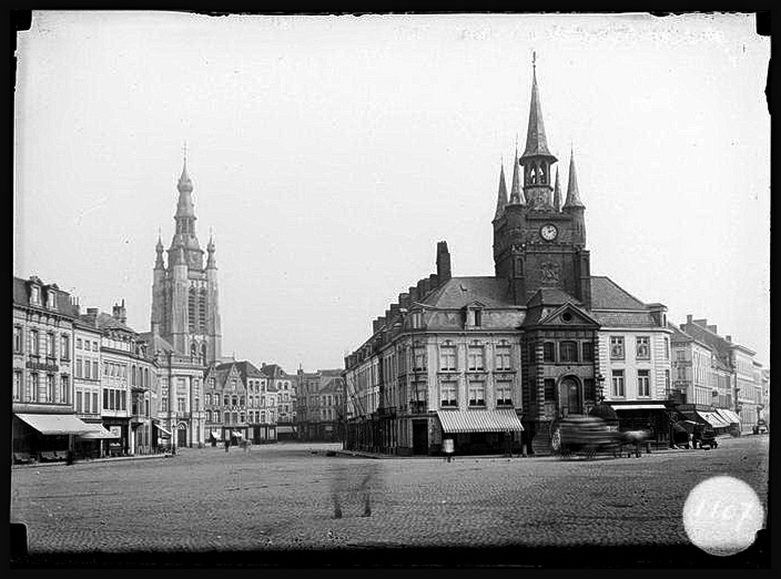
Een oude postkaart van het Belfort van Kortrijk en de kleine Lakenhallen in 1894

### Jaarmarkt
De eerste vermelding van de Paasfoor is te vinden in een oorkonde uit 1364. Toen was de Paasfoor nog een jaarmarkt waar handelaren naartoe trokken om hun lakens te verkopen. Daar hoorde ook vertier bij.
Aanvankelijk vond alles plaats op de verschillende marktpleinen rondom de kleine lakenhallen. Toen deze markten eind 19e eeuw werden samengevoegd tot de huidige Grote Markt, vormde dit plein vanaf dan het brandpunt van de Paasfoor.

### Evolutie naar huidige Paasfoor
In de eerste helft van de 20e eeuw vond het evenement, dat gaandeweg sterk evolueerde naar een verzameling van diverse kermisattracties, geruime tijd plaats op de terreinen naast de spoorlijn richting Gent en Brussel, in de Wandelweg. Met de aanleg van het spoorwegviaduct aan de Doorniksepoort en de verbreding van de kleine stadsring verhuisde de Paasfoor, die inmiddels zeer sterk in omvang was toegenomen, naar diverse pleinen verspreid over de hele binnenstad: de Grote Markt, de Graanmarkt, Vlasmarkt, het Schouwburgplein, de Veemarkt, het Casinoplein en de Leiekaaien. Jarenlang vonden er tijdens de Paasfoor ook circus- en reizende toneelvoorstellingen plaats.
Vanwege de herontwikkeling van het stadscentrum, moest er in de 21e eeuw gezocht worden naar nieuwe foorpleinen. Zo verdween het Stationsplein in 2016 vanwege de herontwikkeling van de stationsomgeving. Parking Dam werd in 2022 en 2025 aangewend.
Vanwege de corona-pandemie, ging de Paasfoor niet door in 2020 en 2021.
In 2022, was een deel van het Conservatoriumplein niet beschikbaar vanwege de bouw van een ondergrondse parking aan het station. Vanwege de verlaging van de Oude Leie verdwenen in 2023 en 2024 ook de Verzets- en Dolfijnkaai als foorlocaties. De attracties die er hun vaste plaats hadden, verhuisden naar nieuwe locaties. Zo werd het Nelson Mandelaplein vanaf 2023 in gebruik genomen als nieuwe vaste foorplein. In 2024 werd ook eenmalig uitgeweken naar een parking nabij Howest (het voormalige containerpark).

## Locaties
Tegenwoordig strekt de kermis zich uit over diverse plaatsen in de Kortrijkse binnenstad, waaronder:
- de Grote Markt
- het Nelson Mandelaplein
- het Schouwburgplein
- de Graanmarkt
- de Casinotuin
- het Conservatorium
- Parking Dam
- Parking Broeltorens

## Varia
- De laatste zondag is traditiegetrouw een familiedag met kortingen bij alle kermiszaken.
- Tot eind jaren 1990 stonden ook attracties op de Veemarkt en Vlasmarkt.